# Alain Lombard
Alain Lombard (nacido en París el 4 de octubre de 1940) es un director de orquesta francés.

## Carrera
Lombard estudió violín en el conservatorio de París  con Line Talleul, y dirección de orquesta con Gaston Poulet. En 1961 logró un nombramiento en la Ópera Nacional de Lyon, convirtiéndose en su principal director entre 1961 y 1965.  Ganó la medalla de oro en la competición de Dmitri Mitropoulos en 1966.  Debutó en el Met en 1967, dirigiendo Fausto de Gounod.  Fue director ayudante de la Filarmónica de Nueva York mientras ejerció la dirección musical Leonard Bernstein, y viajó con la orquesta como director de gira asociado. En los Estados Unidos, fue director musical de la Gran Orquesta Filarmónica de Miami desde 1967 hasta 1975.

Lombard ayudó a la formación de la Ópera del Rin (más tarde la Ópera nacional del Rin) en 1972.  Fue director musical de la Ópera del Rin desde 1974 hasta 1980.  Con la Ópera del Rin, dirigió grabaciones comerciales de Fausto de Gounod, Turandot de Puccini y Così fan tutte de Mozart.  Desempeñó el cargo de director musical de la Orquesta Filarmónica de Estrasburgo desde 1972 hasta 1983.  También tuvo cargos en la Ópera de París, la Opéra-Comique, la Ópera Nacional de Burdeos y la Orquesta Nacional Burdeos Aquitania.  Fue nombrado director del Gran Teatro de Burdeos en 1990.  El 20 de noviembre de 1995, Lombard fue despedido de sus cargos por el alcalde de Burdeos, Alain Juppé, después de que se expresaran preocupaciones sobre las finanzas de la organización.  Lombard se convirtió en el director principal de la Orquesta de la Suiza Italiana en 1999 y allí trabajó hasta 2005, y ahora tiene el título de director honorario con la orquesta.
Otras grabaciones comerciales de Lombard son Carmen, con Régine Crespin y Lakmé, con Mady Mesplé.

## Vida personal
Lombard se ha casado dos veces. Tiene dos hijas, Franca y Jessica, de su segundo matrimonio.